# الجيش الملكي الإيطالي (1940-1946)
تتناول هذه المقالة الجيش الملكي الإيطالي (Regio Esercito) الذي شارك في الحرب العالمية الثانية.
تم إعادة تشكل الجيش الملكي الإيطالي في عام 1861 واستمر حتى عام 1946. بدأ الجيش الملكي بتوحيد إيطاليا (Risorgimento) وتشكيل مملكة إيطاليا (Regno d'Italia). وانتهت بتفكك الملكية. وسبق الجيش الملكي الجيوش الفردية لمختلف الدول الإيطالية المستقلة وأعقبه الجيش الإيطالي (Esercito Italiano) للجمهورية الإيطالية (Repubblica Italiana).

## التنظيم
كان الجيش الإيطالي في الحرب العالمية الثانية جيشًا «ملكيًا». كان القائد العام للجيش الملكي الإيطالي الملك فيتوريو إيمانويل الثالث. بصفته القائد العام لجميع القوات المسلحة الإيطالية، تولى فيتوريو إيمانويل قيادة القوات الجوية الملكية (ريجيا ايرونوتيكا) والبحرية الملكية (Regia Marina). ومع ذلك، في الواقع، تولى رئيس الوزراء الإيطالي بينيتو موسوليني معظم المسؤوليات العسكرية للملك.

### فرق ألبيني
تم اختيار العاملين في أقسام جبال الألب (Alpini) من منطقة جبال الألب الجبلية في إيطاليا لجودتهم العالية. بالإضافة إلى كونهم مدربين جيدًا على حرب الجبال، فقد كانوا خبراء في التعامل مع المدفعية الجبلية.
اختلفت الفرق الجبلية عن فرقة المشاة القياسية في أن كل فوج كان لديه المدفعية والهندسة والخدمات المساعدة المرتبطة بالفوج على أساس دائم. وهذا جعل كل فوج من الفرق الجبلية يعتمد على نفسه نسبيا وقادر على العمل المستقل.
حسب التصميم، تألفت الفرقة الجبلية من مقر للفرقة، وفوجي مشاة جبلية، وفوج مدفعية، وكتيبة مهندسين مختلطة، وسرية حرب كيميائية، وكتيبتين احتياطيتين من المشاة الجبلية. يضم مقر الفرقة فصيلة مضادة للدبابات.

### الفرق الليبية
في عام 1940، كان لدى إيطاليا قسمان في شمال إفريقيا الإيطالية يتألفان من قوات موطنها ليبيا بقيادة ضباط إيطاليين. من نواح عديدة، اتبعت الفرق الليبية تكوين فرقة مشاة ثنائية قياسية. كان لكل فرقة ليبية فوجان مشاة. كان لكل فوج مشاة ثلاث كتائب مشاة وسرية البنادق. كان لدى الفرق الليبية أيضًا فوج مدفعية متكامل وكتيبة هندسة.
كانت «مجموعة ماليتي» (Raggruppamento Maletti) وحدة مخصصة تتكون من القوات الليبية المنقولة في شاحنات ويقودها الجنرال بيترو ماليتي. شاركت هذه الوحدة الألية جزئيًا في الغزو الإيطالي لمصر في سبتمبر 1940 وفي الدفاع عن معسكر نيبيوا في ديسمبر 1940 أثناء عملية البوصلة. بالإضافة إلى 2500 جندي ليبي في 6 كتائب.

## صفوف الجيش الملكي خلال الحرب العالمية الثانية

### الضباط
| ما يعادل </br> كود الناتو | OF-10                  | OF-10                  | OF-9            | OF-9                       | OF-8                         | OF-8                         | OF-7            | OF-7            | OF-6               | OF-6               | OF-5                 | OF-5        | OF-4                | OF-4                | OF-3      | OF-3      | OF-2             | OF-2       | OF-1            | OF-1            | OF-1      | OF-1      | OF-1           | OF-1           | مرشح ‏ وضابط طالب | مرشح ‏ وضابط طالب | مرشح ‏ وضابط طالب | مرشح ‏ وضابط طالب | مرشح ‏ وضابط طالب | مرشح ‏ وضابط طالب | مرشح ‏ وضابط طالب | مرشح ‏ وضابط طالب | مرشح ‏ وضابط طالب | مرشح ‏ وضابط طالب | مرشح ‏ وضابط طالب | مرشح ‏ وضابط طالب |
| ------------------------- | ---------------------- | ---------------------- | --------------- | -------------------------- | ---------------------------- | ---------------------------- | --------------- | --------------- | ------------------ | ------------------ | -------------------- | ----------- | ------------------- | ------------------- | --------- | --------- | ---------------- | ---------- | --------------- | --------------- | --------- | --------- | -------------- | -------------- | ---------------- | ---------------- | ---------------- | ---------------- | ---------------- | ---------------- | ---------------- | ---------------- | ---------------- | ---------------- | ---------------- | ---------------- |
| وصلة=\|حدود إيطاليا       | وصلة=                  | وصلة=                  | وصلة=           | وصلة=                      | وصلة=                        | وصلة=                        | وصلة=           | وصلة=           | وصلة=              | وصلة=              | وصلة=                | وصلة=       | وصلة=               | وصلة=               | وصلة=     | وصلة=     | وصلة=            | وصلة=      | وصلة=           | وصلة=           | وصلة=     | وصلة=     | وصلة=          | وصلة=          | وصلة=            | وصلة=            | وصلة=            | وصلة=            | وصلة=            | وصلة=            | وصلة=            | وصلة=            | وصلة=            | وصلة=            | وصلة=            | وصلة=            |
| وصلة=\|حدود إيطاليا       | 'Maresciallo d'Italia' | 'Maresciallo d'Italia' | 'جنرال دارماتا' | 'جنرال ديزاينتاتو دارماتا' | 'Generale di Corpo d'Armata' | 'Generale di Corpo d'Armata' | 'الشعبة العامة' | 'الشعبة العامة' | 'جنرال دي بريجاتا' | 'جنرال دي بريجاتا' | 'كولونيلو كوماندانت' | 'كولونيللو' | 'تينينتي كولونيللو' | 'تينينتي كولونيللو' | 'ماجيوري' | 'ماجيوري' | 'بريمو كابيتانو' | 'كابيتانو' | 'بريمو تينينتي' | 'بريمو تينينتي' | 'Tenente' | 'Tenente' | 'Sottotenente' | 'Sottotenente' | 'أسبيرانتي'      | 'أسبيرانتي'      | 'أسبيرانتي'      | 'أسبيرانتي'      | 'أسبيرانتي'      | 'أسبيرانتي'      | 'أسبيرانتي'      | 'أسبيرانتي'      | 'أسبيرانتي'      | 'أسبيرانتي'      | 'أسبيرانتي'      | 'أسبيرانتي'      |